# 岬なこ
岬 なこ（みさき なこ、1999年3月8日 - ）は、日本の女性声優、歌手。兵庫県出身。所属事務所はホーリーピーク。Liella!のメンバー。

## 経歴
中学生の頃、姉の影響でゲーム『ラブライブ! スクールアイドルフェスティバル』を始めたことを機にテレビアニメなど『ラブライブ!シリーズ』に触れ、声優を目指すようになる。この時、出演していた三森すずこにあこがれたとも後に語っている。
高校卒業を機に大阪アミューズメントメディア専門学校声優学科に通い始め、卒業と同時に上京し現事務所に所属。
2020年12月14日、『ラブライブ!スーパースター!!』の嵐千砂都役に選出。翌2021年に同役で声優デビューした。
2023年3月8日、Lantisよりアーティストデビューすることを発表。7月5日に発売した1stアルバム『day to YOU』（読み：でいとゆー）でアーティストデビュー。11月には初のソロライブ『岬なこ 1st LIVE Nice to ME to YOU”』を埼玉・大宮ソニックシティ（11日）と大阪・NHK大阪ホール（26日）の2ヶ所で開催。
2024年9月21日、初のアコースティックライブ『NAKO MISAKI Acoustic LIVE』を千葉・森のホール21 大ホールで開催。

## 人物
特技はダンス。幼少期より習っており、高校ではダンス部に所属していた。
青山なぎさとは同い年で、仲が良い。
兄弟姉妹は、先述の姉と弟。弟の存在は、2023年12月21日放送の「岬なこのそんなこんなこラジオ!」にて初めて明かされた。

## 出演
太字はメインキャラクター。

### テレビアニメ
- ラブライブ!スーパースター!!（2021年 - 2024年[初出 1]、嵐千砂都[6][12][初出 2]） - 3シリーズ[一覧 1]
- 日本へようこそエルフさん。（2025年、カフェ店員[初出 3]）
- 転生したら第七王子だったので、気ままに魔術を極めます（2025年、ラミィ[13][初出 4]）

### ゲーム
- ラブライブ! スクールアイドルフェスティバル（2021年 - 2023年、嵐千砂都）
- 信長の野望・覇道（2022年、三鳥屋よしの）
- ラブライブ! スクールアイドルフェスティバル2 MIRACLE LIVE!（2023年 - 2024年、嵐千砂都[14]）

### ラジオ
※はインターネット配信
- What a Wonderful Radio!!（2022年 - 2024年3月、TOKYO FM）[15]
- 岬なこのそんなこんなこラジオ!（2023年 - 、音泉※）
- アッパレやってまーす! 火曜日（2024年 - 、MBSラジオ）

### 連載
- メゾン・ド・ナコ（2023年 - 、声優グランプリ）[16]

### その他コンテンツ
- JR東海ツアーズ企画列車 声優グランプリ×東海道新幹線「声優新幹線」（2024年11月30日、乗務員）[17]

## ディスコグラフィ

### シングル
|            | 発売日        | タイトル       | 規格品番   | 規格品番   | 規格品番   | - オリコン - 最高位 |
| 初回限定盤 | 発売日        | タイトル       | 通常盤     | アニメ盤   |            | - オリコン - 最高位 |
| ---------- | ------------- | -------------- | ---------- | ---------- | ---------- | ------------------- |
| 1st        | 2023年11月1日 | スイートサイン | LACM-34454 | LACM-24454 | LACM-34455 | 9位                 |
| 2nd        | 2024年7月24日 | ちいさな蕾     | LACM-34607 | LACM-24607 |            | 22位                |
| 3rd        | 2025年7月23日 | Meteor         | LACM-34706 | LACM-24706 | LACM-34707 | 13位                |

### アルバム
|            | 発売日       | タイトル                        | 規格品番   | 規格品番   | 規格品番   | オリコン 最高位 |
| 初回限定盤 | 発売日       | タイトル                        | 通常盤     | FC限定盤   |            | オリコン 最高位 |
| ---------- | ------------ | ------------------------------- | ---------- | ---------- | ---------- | --------------- |
| 1st        | 2023年7月5日 | day to YOU                      | LACA-35052 | LACA-25052 | LACZ-10153 | 7位             |
| ライブ     | 2025年3月5日 | NAKO MISAKI Acoustic LIVE ALBUM | -          | LACA-25145 | -          | 49位            |

### 映像作品

#### LIVE Blu-ray
|          | 発売日        | タイトル          | 規格品番                    | 規格品番                | オリコン 最高位 |
| FC限定盤 | 発売日        | タイトル          | 通常盤                      |                         | オリコン 最高位 |
| -------- | ------------- | ----------------- | --------------------------- | ----------------------- | --------------- |
| 1st      | 2024年6月05日 | Nice to ME to YOU | LABZ-10019 (Blu-ray×2 + CD) | LABX-8735/6 (Blu-ray×2) | 4位             |

### タイアップ曲
| 楽曲           | タイアップ                                                                                   | 時期   |
| -------------- | -------------------------------------------------------------------------------------------- | ------ |
| スイートサイン | テレビアニメ『君のことが大大大大大好きな100人の彼女』エンディングテーマ                      | 2023年 |
| ちいさな蕾     | テレビアニメ『魔導具師ダリヤはうつむかない』オープニングテーマ                               | 2024年 |
| Meteor         | テレビアニメ『転生したら第七王子だったので、気ままに魔術を極めます』 第2期エンディングテーマ | 2025年 |

## 書籍

### 写真集
- 岬なこ 1st写真集「なこのとなり」（2022年12月2日、主婦の友社）ISBN 978-4074538881 [24]

### シリーズ一覧
1. ↑  第1期（2021年）、第2期（2022年）、第3期（2024年）

### 初出話一覧
1. ↑  第3期 第1話初出
2. ↑  第1期 第1話初出
3. ↑  第6話初出
4. ↑  第18話初出